# Homuteț, Mirhorod
Homuteț (în ucraineană Хомутець) este localitatea de reședință a comunei Homuteț din raionul Mirhorod, regiunea Poltava, Ucraina.

## Demografie
Componența lingvistică a localității Homuteț
     Ucraineană (98,18%)
     Rusă (1,78%)
     Alte limbi (0,04%)
Conform recensământului din 2001, majoritatea populației localității Homuteț era vorbitoare de ucraineană (98,18%), existând în minoritate și vorbitori de rusă (1,78%).